# Zaak (Nederlands recht)
In het Nederlandse recht is een zaak in Boek 3 van het Nederlandse Burgerlijk Wetboek gedefinieerd als een voor menselijke beheersing vatbaar stoffelijk object.
Zaken en vermogensrechten worden gezamenlijk aangeduid als goederen.

## Onroerende en roerende zaken
Zaken worden in het burgerlijk wetboek nader onderverdeeld in onroerende zaken en roerende zaken. Onroerende zaken worden gedefinieerd als grond, nog niet gewonnen delfstoffen, met de grond verenigde beplantingen, alsmede gebouwen en andere werken zoals viaducten die al dan niet rechtstreeks duurzaam met de grond zijn verenigd. Roerende zaken zijn alle zaken die niet onroerend zijn. Een met zijn wortels in de grond geankerde boom is een onroerende zaak. Als de boom omwaait of gekapt wordt, dan wordt de boom als gevolg daarvan een roerende zaak. Een houten tuinhuis is onroerend als de wanden een geheel vormen met een fundament van gestort beton. Als de wanden slechts aan de betonnen fundering vastgeschroefd zijn, kan het geheel toch als onroerend beschouwd worden, maar als de eigenaar aantoont dat hij het tuinhuis elk najaar demonteert en pas in het voorjaar weer opbouwt, dan is het betonnen fundament onroerend en de opbouw roerend.

## Zaak en een bestanddeel van een zaak
Een zaak kan zelf ook weer uit zaken bestaan. Is een zaak in juridische zin een bestanddeel van een andere zaak, dan is eerstgenoemde zaak een onlosmakelijk deel van de tweede zaak. Beide zaken worden dan als één gezien. Of een zaak een bestanddeel van een andere zaak is, hangt van de “verkeersopvatting” af. Daarnaast wordt een zaak een bestanddeel van een andere zaak als eerstgenoemde zaak zodanig met de (hoofd)zaak verbonden is dat het niet langer afgescheiden kan worden zonder dat beschadiging van betekenis wordt toegebracht aan een van de zaken, zie natrekking. Een wiel dat op normale wijze aan een fiets is vastgemaakt zodat daarmee gereden kan worden, wordt bijvoorbeeld als een bestanddeel van die fiets aangemerkt. Wordt het wiel echter los in een winkel gekocht, dan is het een zelfstandige zaak. Het wiel wordt pas een bestanddeel van een fiets zodra het wiel op normale wijze aan een fiets is bevestigd.

## Eigendom en beperkte rechten van een zaak
Eigendom is het meest veelomvattende recht dat een rechtssubject tot een zaak kan hebben. Het omvat het recht om van de zaak gebruik te maken en erover te beschikken. De eigenaar van een zaak heeft ook het recht om zogenoemde beperkte rechten op een zaak te vestigen (deze rechten gelden overigens voor goederen in het algemeen). De beperkte rechten worden onderverdeeld in gebruiksrechten en zekerheidsrechten. Een voorbeeld van een gebruiksrecht is het vruchtgebruik. Een ander voorbeeld is het recht van opstal. Verleent de eigenaar van een boomgaard bijvoorbeeld het vruchtgebruik daarvan aan een ander, dan is die ander, en niet langer de eigenaar, gerechtigd tot de appels van die boomgaard. De eigenaar verliest in dat geval de eigendom van de boomgaard echter niet. De vruchtgebruiker wordt echter de eigenaar van de appels zodra zij niet langer aan de bomen vastzitten. Een voorbeeld van een zekerheidsrecht is het pandrecht. Verkoopt een groothandel in groente en fruit bijvoorbeeld fruit aan een winkelier, dan kan de persoon die de groothandel drijft met de winkelier afspreken dat op de vruchten een pandrecht gevestigd wordt. Mocht de winkelier in dat geval een schuld aan de groothandel hebben, bijvoorbeeld als gevolg van de verkoop van vruchten, dan kan de groothandel zijn vordering op de vruchten verhalen indien de winkelier zijn schuld aan de groothandel niet op de afgesproken wijze aflost. Ook een hypotheek is een zekerheidsrecht.
Als iemand een goed voor zichzelf houdt dan spreekt men van bezit. Dat komt niet alleen voor als hij eigenaar is, maar ook als hij de feitelijke macht over een zaak heeft en zich gedraagt alsof hij de eigenaar is.

## Dieren
Sinds 2013 zijn, via een aangenomen amendement op de Wet dieren, dieren geen zaken. Bepalingen met betrekking tot zaken zijn op dieren weliswaar van toepassing, maar wel met inachtneming van de op wettelijke voorschriften en regels van ongeschreven recht gegronde beperkingen, verplichtingen en rechtsbeginselen, alsmede de openbare orde en de goede zeden.

## Oud Burgerlijk Recht
In het oude Nederlands Burgerlijk Wetboek (tot 1992) werd de term “zaak” gebruikt voor wat onder het huidige recht “goederen” genoemd worden. Met de term “goederen” werd aangeduid wat onder het huidige recht “zaken” genoemd worden. Zo is onder het huidige recht een woning een onroerend goed en meer in het bijzonder een onroerende zaak, daar waar onder het oude recht het omgekeerde gold.